# Фалотоксин

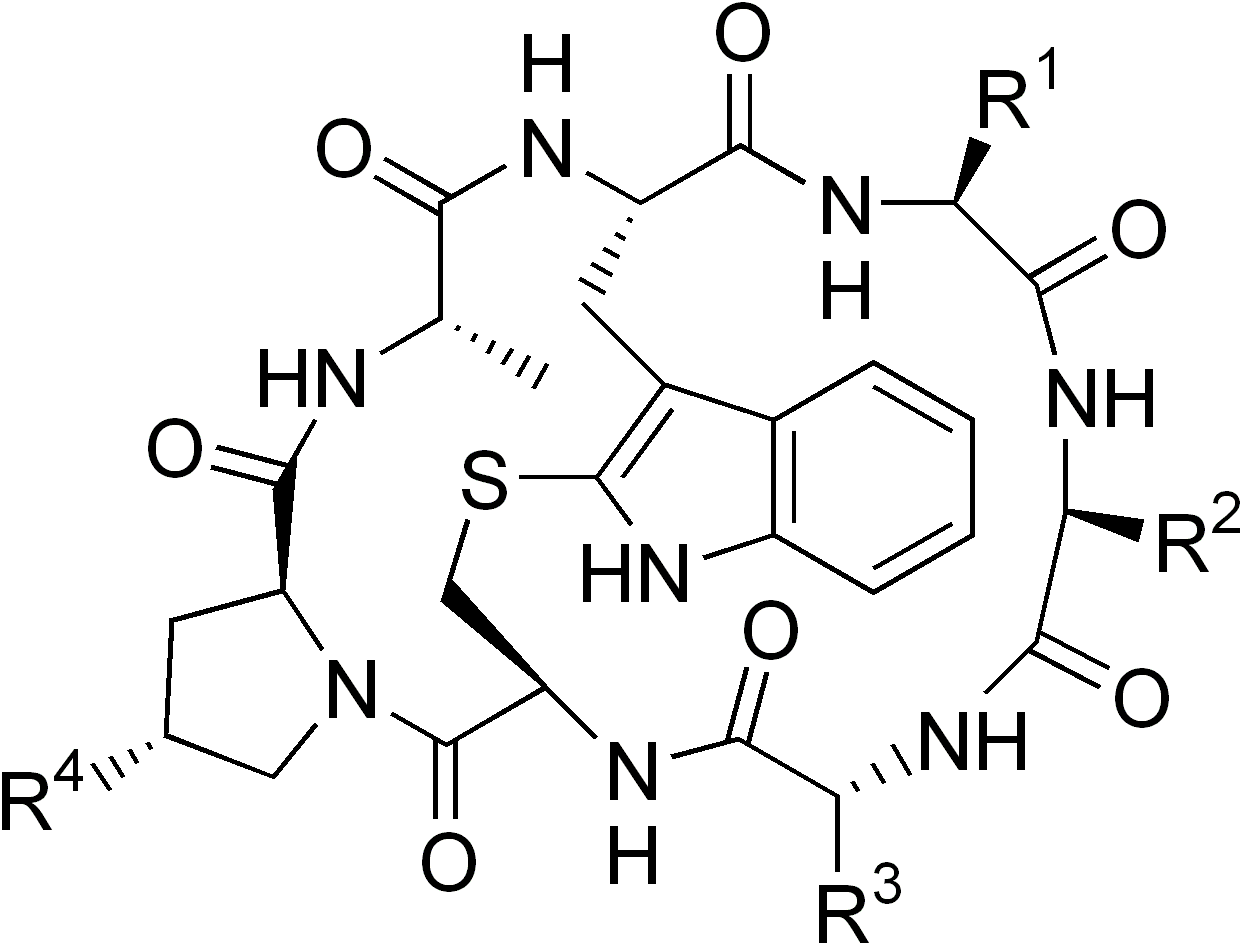
Загальна структурна формула фалотоскинів

Фалотоксини - група з щонайменше семи сполук, кожна з яких є біциклічним гептапептидом (має сім амінокислотних залишків). Сполуки ізольовані з Мухомора зеленого (Amanita phalloides).
Фалоїдин було вперше ізольовано в 1937 Феодором Ліненом, учнем та зятем Генріха Віланда, у співпраці з Ульріхом Віландом у Мюнхенському університеті. Решта шість сполук: профалоїн, фалоїн, фалізин, фалацидин, фалацин та фалізацин.

## Токсичність
Попри високу гепатотоксичність роль фалотоксинів у розвитку отруєння Мухомором зеленим та іншими грибами вважається незначною, оскільки вони не всмоктуються у кров в кишечнику. Більше того існують дані, що умовно їстівний Мухомор червоніючий (Amanita rubescens) містить фалоїдин.

## Хімічна структура

Фалоїдин
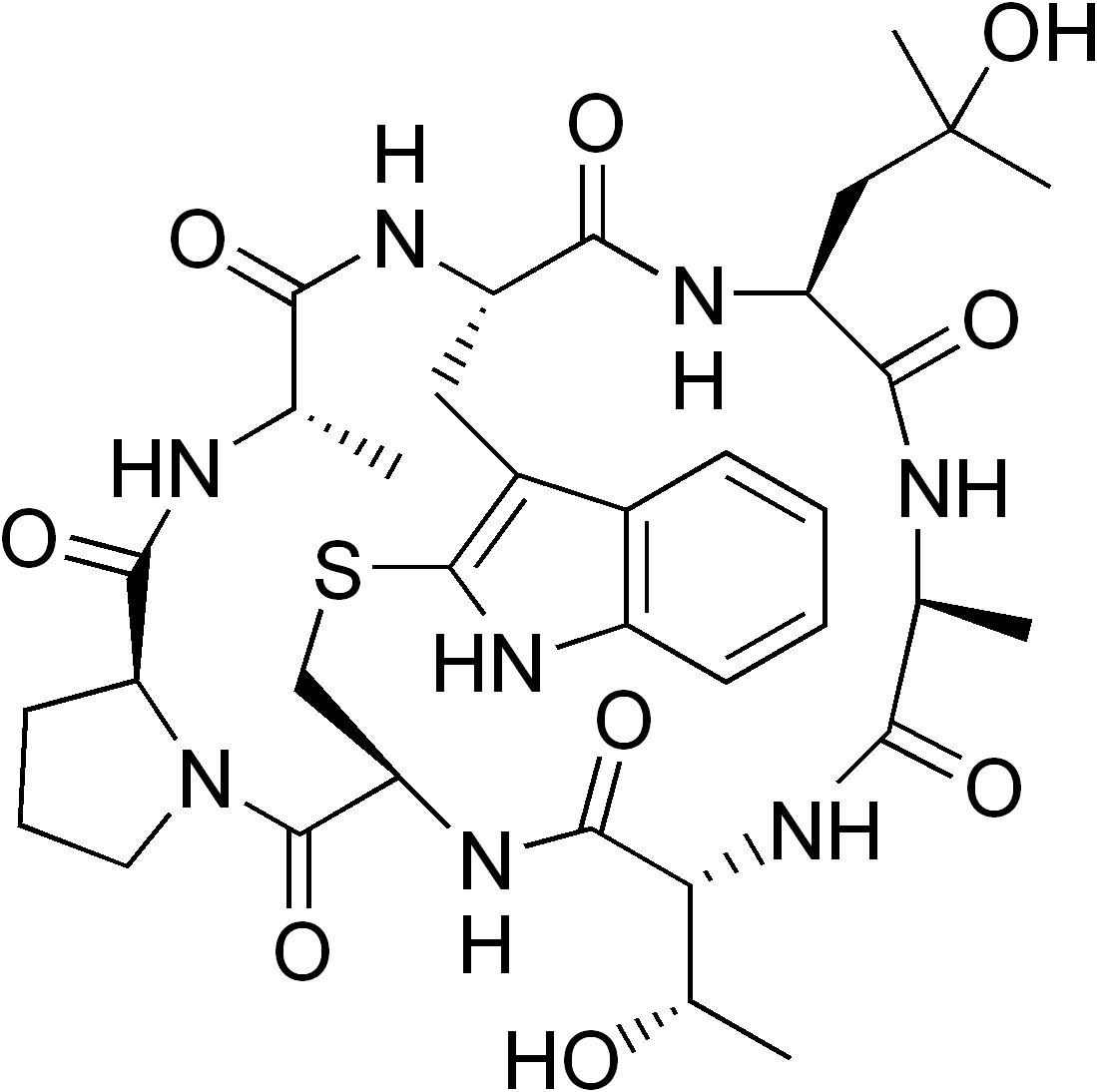
Профалоїн
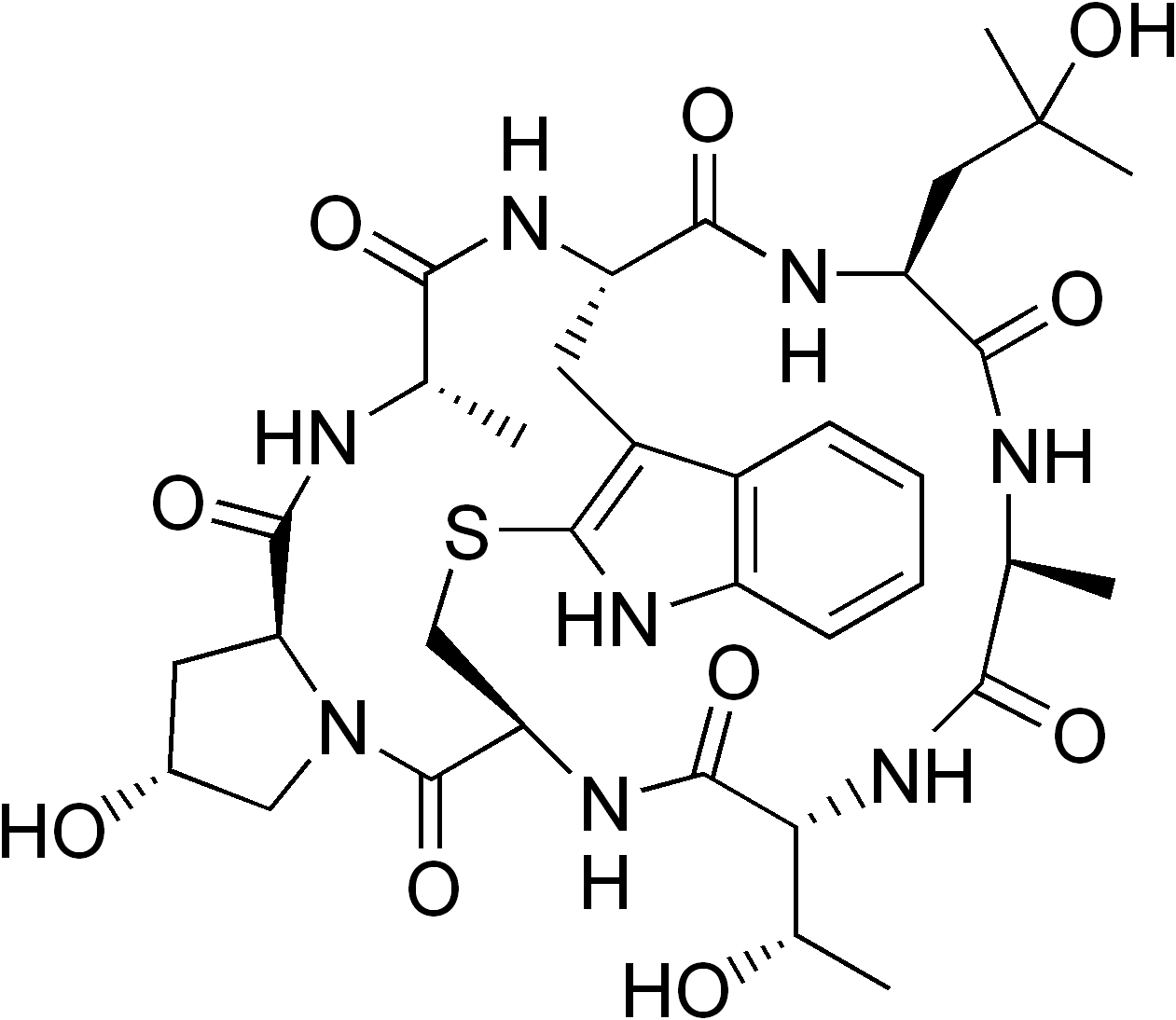
Фалоїн
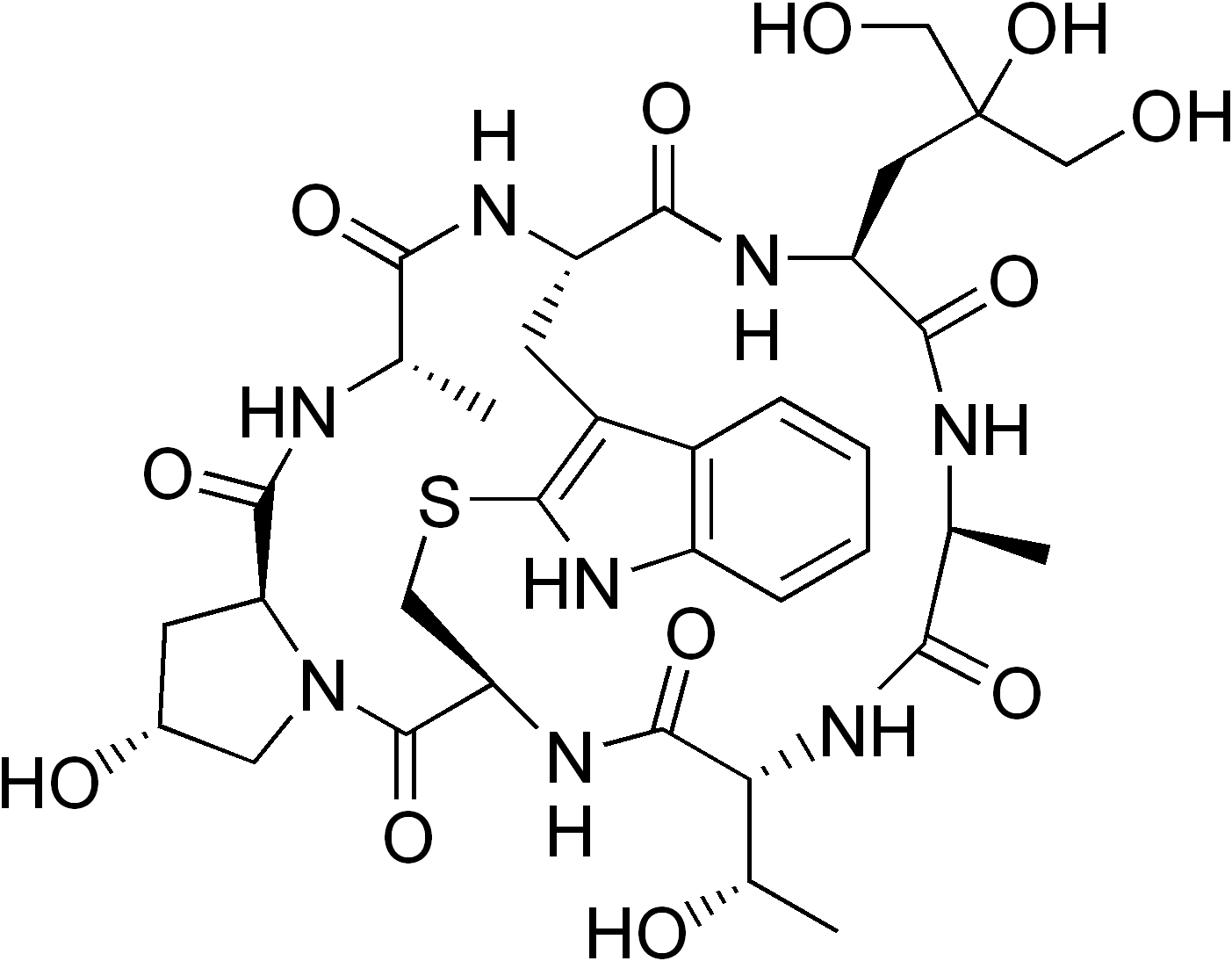
Фалізин
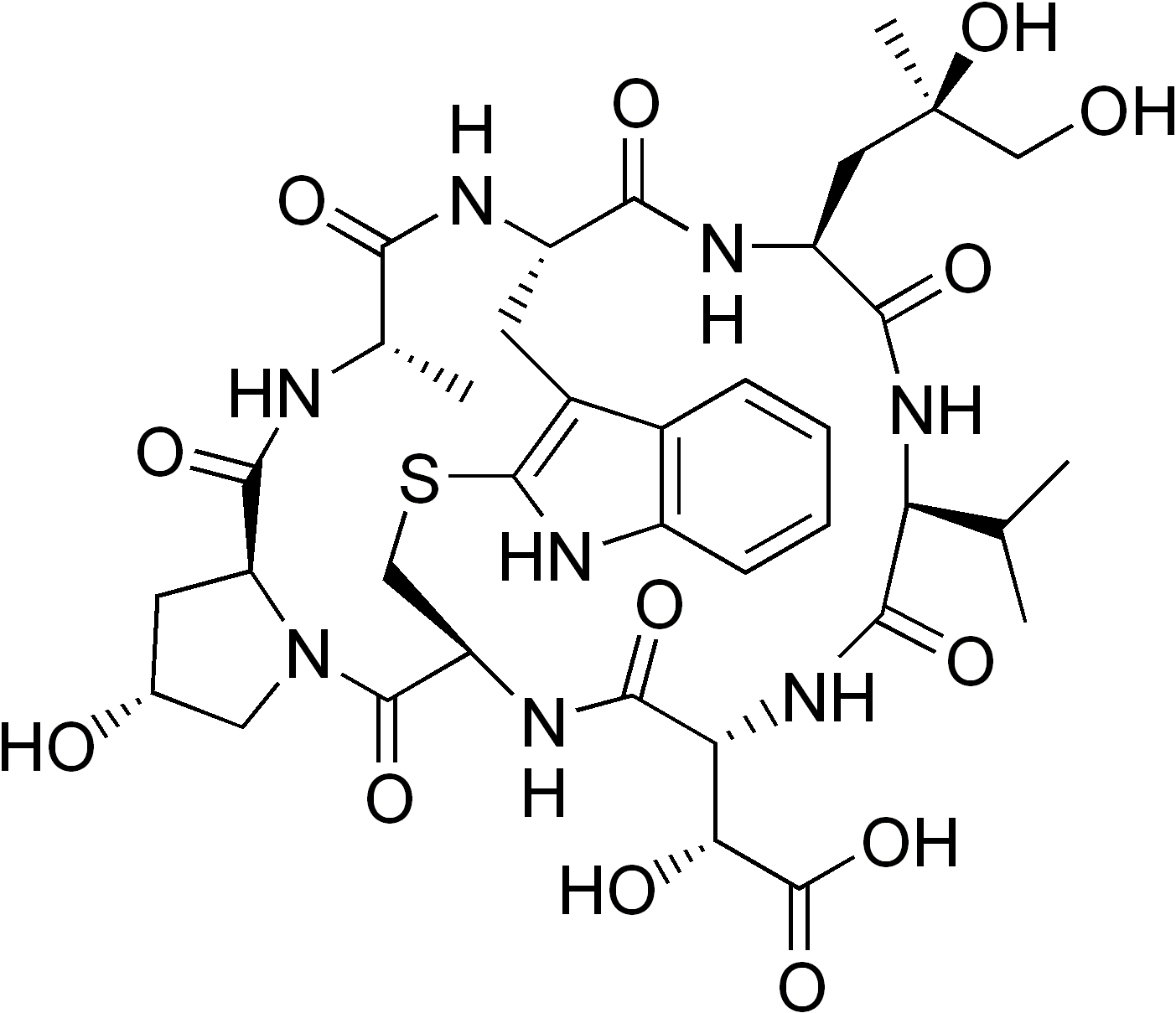
Фалацидин
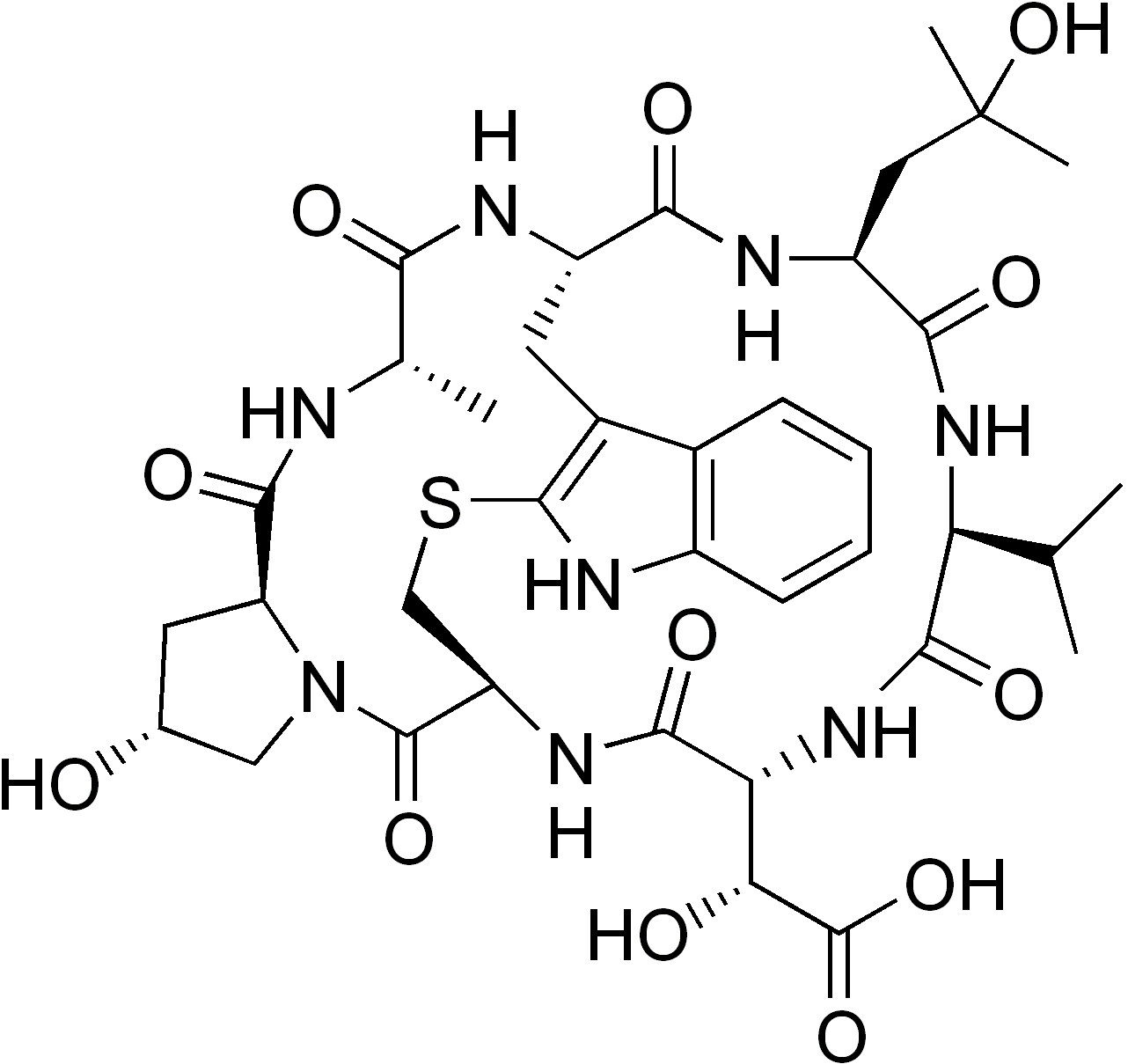
Фалацин
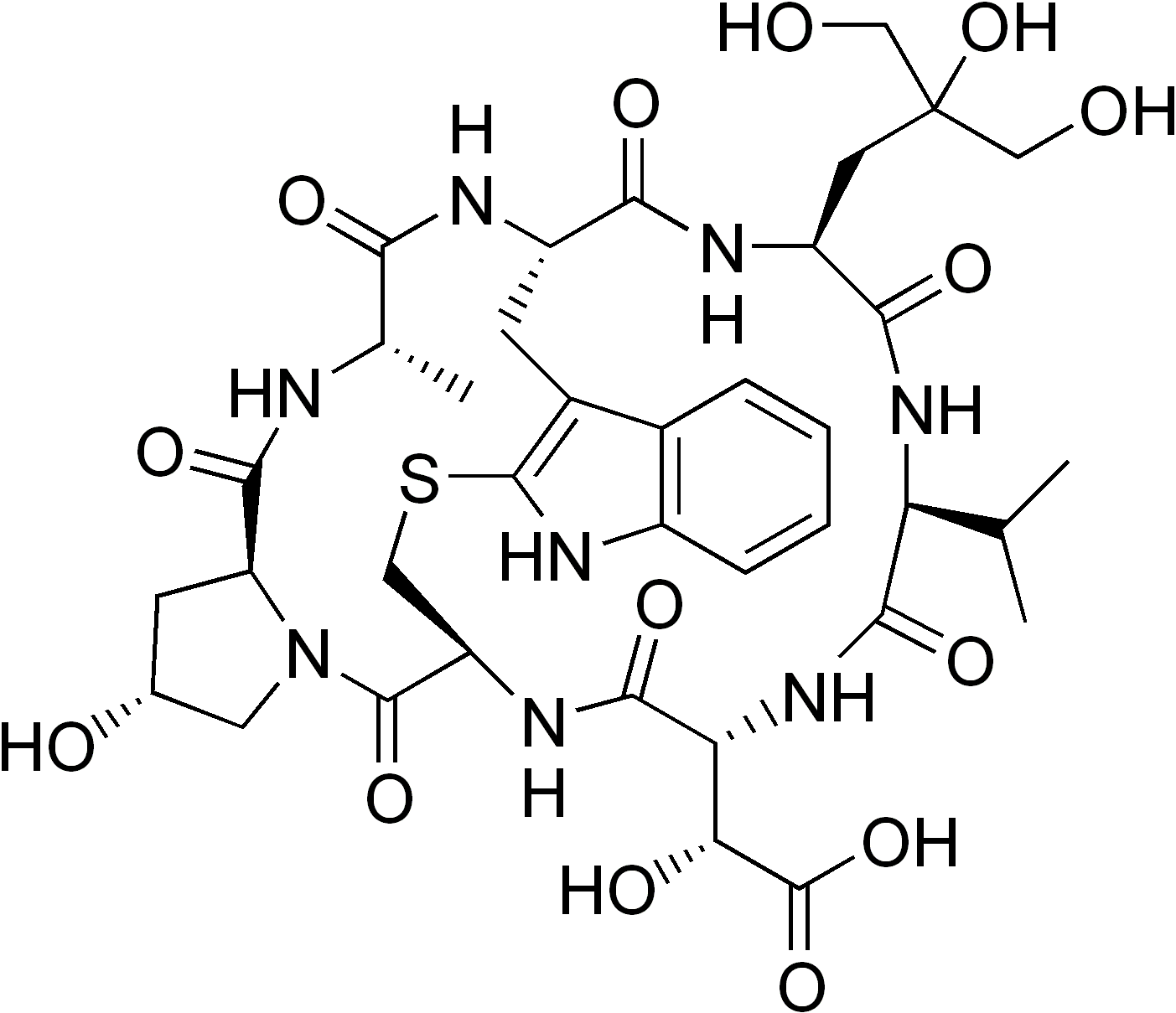
Фалізацин